# Gnorimoschema nordlandicolella
Gnorimoschema nordlandicolella is een vlinder uit de familie tastermotten (Gelechiidae). De wetenschappelijke naam is voor het eerst geldig gepubliceerd in 1902 door Strand.
De soort komt voor in Europa.